# 5120 Bitias
5120 Bitias è un asteroide troiano di Giove del campo troiano. Scoperto nel 1988, presenta un'orbita caratterizzata da un semiasse maggiore pari a 5,2682385 au e da un'eccentricità di 0,1121092, inclinata di 25,00488° rispetto all'eclittica.
L'asteroide è dedicato a Bizia, giovane eroe troiano ricordato nell'Eneide col fratello Pandaro.